# 寇猛
寇猛（470年—506年），字吐陈，上谷郡沮阳县（今河北省怀来县东南）人，南北朝北魏官员，寇平城的孙子，魏宣武帝时期的宠臣。
寇猛年轻时因容貌出众且有才能而被赏识，被任用为虎贲，后来转任羽林中郎。太和二十一年（497年），他跟随魏孝文帝参与南陽之战，却在齐军面前按兵不动，因此被免去官职。宣武帝即位后，他再次被起用，因勇力过人受到赏识，得以留在皇帝身边，担任千牛备身，还被加授武卫将军。他可以自由出入宫中，不受任何限制。由于出身于上谷寇氏，他被任命为燕州大中正。寇猛家中积累了不少财产，在宏伟壮丽的府邸里纳了很多妻妾，也有大量仆人。他的子弟们也都享尽荣华，但比不上茹皓、王仲興家族的盛极一时。正始三年（506年）四月，寇猛在洛阳承华里去世，享年三十七岁。朝廷追赠他平北将军、燕州刺史的职位。